# Alloharpina dolosaria
Alloharpina dolosaria là một loài bướm đêm trong họ Geometridae.